# Contarinia erigeronis
Contarinia erigeronis är en tvåvingeart som beskrevs av Jean-Jacques Kieffer 1909. Contarinia erigeronis ingår i släktet Contarinia och familjen gallmyggor.
Artens utbredningsområde är Frankrike. Inga underarter finns listade i Catalogue of Life.